# Thomas Jefferson Halsey

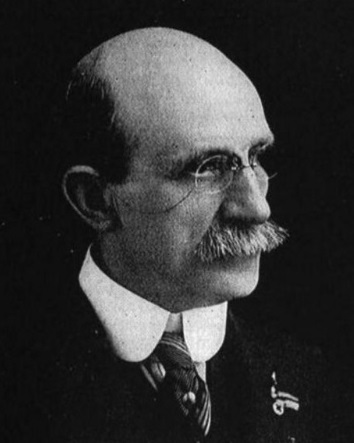
Thomas Jefferson Halsey, 1918

Thomas Jefferson Halsey (* 4. Mai 1863 in Dover, Morris County, New Jersey; † 17. März 1951 in Westfield, New Jersey) war ein US-amerikanischer Politiker. Zwischen 1929 und 1931 vertrat er den Bundesstaat Missouri im US-Repräsentantenhaus.

## Werdegang
Im Jahr 1878 kam Thomas Halsey mit seinen Eltern nach Holden in Missouri. Er besuchte in New Jersey und Missouri sowohl private als auch öffentliche Schulen. Später studierte er an der University of Missouri in Columbia. In den Jahren 1880 und 1881 war Halsey selbst als Lehrer tätig. Danach begann er in Holden im Handel zu arbeiten.
Politisch war Halsey Mitglied der Republikaner. Von 1896 bis 1898 gehörte er dem Staatsvorstand dieser Partei an. In den Jahren 1896, 1908 und 1912 war er Delegierter auf den regionalen republikanischen Parteitagen in Missouri. Zwischen 1902 und 1904 fungierte er als Bürgermeister der Stadt Holden. Im Jahr 1904 zog er nach Sedalia, wo er mit Tee und Kaffee handelte. Von 1906 bis 1910 gehörte Halsey der staatlichen Straßenbaubehörde von Missouri (State Roads Commission) an. Im Jahr 1910 zog er für kurze Zeit nach Glendale in Kalifornien, wo er weiterhin im Handel arbeitete. Bereits im Jahr 1911 kehrte er nach Holden zurück. Dort beteiligte er sich auch am Getreidehandel und im Mühlengeschäft. Außerdem war er in den Jahren 1911 und 1912 Mitglied im dortigen Bildungsausschuss. Von 1928 bis 1932 gehörte er dem Vorstand des Central Missouri Teachers College in Warrensburg an.
Bei den Kongresswahlen des Jahres 1928 wurde Halsey im sechsten Wahlbezirk von Missouri in das US-Repräsentantenhaus in Washington, D.C. gewählt, wo er am 4. März 1929 die Nachfolge von Clement C. Dickinson antrat, den er bei der Wahl geschlagen hatte. Da er im Jahr 1930 gegen Dickinson verlor und dieser damit sein altes Mandat zurückgewann, konnte er bis zum 3. März 1931 nur eine Legislaturperiode im Kongress absolvieren. Diese war von den Ereignissen der Weltwirtschaftskrise geprägt.
Nach seinem Ausscheiden aus dem US-Repräsentantenhaus nahm Thomas Halsey seine früheren Tätigkeiten in Holden wieder auf. Politisch ist er nicht mehr in Erscheinung getreten. Er starb am 17. März 1951 in Westfield (New Jersey) und wurde in Holden beigesetzt.